# 魯賓·艾斯丘
鲁宾·艾斯丘（英語：Reubin O'Donovan Askew，1928年9月11日—2014年3月13日），是美国政治家，他是佛罗里达州州长。此外他还是一名律师，并效力于美国陆军和美国空军。

## 生平
1928年出生于马斯科吉，早年就读于佛罗里达州立大学和佛罗里达大学莱文法学院，之后担任佛罗里达州众议员和参议员。
1971年，他被选举为佛罗里达州州长。1972年，他被民主党总统候选人、参议员乔治·麦戈文邀请成为副总统以组成竞选搭档，但艾斯丘谢绝了。麦戈文最后输给了理查德·尼克松。
艾斯丘在1974年连任州长，直至1979年离职。之后被任命为美国贸易代表署署长。1984年他曾经试图竞选总统，但在初选中即告败。

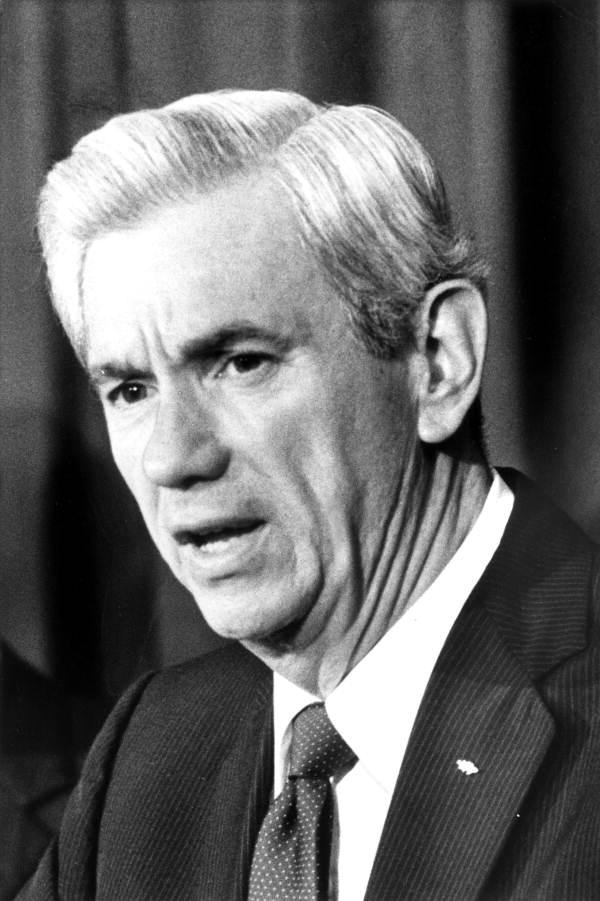
1983年的艾斯丘

2014年3月13日，他因中风死于家中。

## 外部来源
维基共享资源上的相關多媒體資源：魯賓·艾斯丘
- Official Governor's portrait and biography from the State of Florida （页面存档备份，存于）
- Florida DeMolay hall of Fame website （页面存档备份，存于）
- DeMolay hall of Fame website
- NYTimes obituary （页面存档备份，存于）

| 官衔                    | 官衔                                     | 官衔                 |
| ----------------------- | ---------------------------------------- | -------------------- |
| 前任： 克劳德·罗伊·柯克 | 佛罗里达州州长 1971年1月5日–1979年1月2日 | 繼任： 鲍勃·格雷厄姆 |